# Лена
 Тази статия е за реката в Русия.  За селото в Северна Италия вижте Лена (Италия).  
Ле́на (на руски: Лена; на якутски: Өлүөнэ; на бурятски: Зγлхэ) е река в Азиатската част на Русия, Източен Сибир, Иркутска област и Република Якутия (Саха), най-пълноводната река в Източен Сибир. Дълга е 4294 km (11-о място в света и 1-во място в Русия) и има площ на водосборния басейн 2,49 млн. km2. Лена е най-дългата река в света, напълно протичаща в зоната на вечно замръзналата земя.

## Наименование
Мнозинството езиковеди смятат, че наименованието на реката е измененото на руски език от евено-евенкски „Ел-Енэ“ – „Голяма река“.

## Географска характеристика

### Извор, течение, устие
Лена води началото си от малко езеро, разположено на западния склон на Байкалския хребет, на 1466 m н.в., на 10 km от западния бряг на езерото Байкал. Тече в продължение на 4294 km и се влива в море Лаптеви. Пресича южната и източната част на Сибир. Преминава през зони на тайга, лесотундра и тундра. Според течението си, реката се дели на три участъка: горно течение – от извора до устието на Витим, средно течение – от устието на Витим до устието на Алдан и долно течение – от устието на Алдан до вливането на реката в море Лаптеви. В горното течение на реката се намира Байкало-Ленският резерват, в средното течение – природен парк „Ленски стълбове“ (включен в списъка на ЮНЕСКО през 2012 г.), а в делтата – Уст Ленски резерват.

#### Горно течение
Горното течение на Лена е с дължина от 1580 km, от извора на 4294 km до устието на река Витим при 2714 km. В този участък Лена се спуска по западния склон на Байкалския хребет в западна и югозападна посока, след това пресича от изток на запад южната, висока част на Предбайкалската падина, завива на север и навлиза в обширното Лено-Ангарско плато. Тук долината ѝ е дълбоко врязана в платото, със скалисти и стръмни склонове, които на много места се извисяват на 300 m над коритото на реката. Ширината на долината се изменя от 1-2 km в най-тесните участъци до 10 km в широките, а на места тя е много тясна – едва 200 m, т.нар. (рус. „щëки“); най-известната „щëка“ – „Пияния бик“ (на 237 km надолу от град Киренск). След град Киринск Лена излиза от Лено-Ангарското плато и навлиза в югоизточната периферия на Средносибирското плато. Тук долината ѝ значително се разширява там където се вливат големи притоци или когато преминава през планински котловини, а коритото ѝ е покрито с камъни и чакъл.

#### Средно течение
Средното течение на Лена е с дължина от 1403 km, от устието на Витим при 2714 km до устието на Алдан при 1311 km. Тук реката тече на североизток до град Ленск, след това на изток до устието на Буотама (десен приток) и в последния участък – на север. Цялото средно течение на реката преминава по южната и източна периферия на обширното Приленско плато, където то граничи с Витимската и Алданската планинска земя. В средното си течение Лена става пълноводна река, особено след устието на десния си приток река Ольокма. Ширината на коритото ѝ достига до 2 km, а на долината – до 30 km и се появява обширна заливна тераса, осеяна с многобройни малки езера. Между устиетата на Ольокма и Буотама долината ѝ отново става тясна с отвесни, силно разчленени варовикови склонове, на места представляващи отделни скали с причудливи форми, т.нар. Ленски стълбове. В продължение на 150 km коритото на реката е съставено от два успоредни ръкави. Дялът на оттока в левия ръкав варира от 13% до 51% от общия отток на водата. Коритото тук е съставено основно от чакъл и камъни и има скално дъно. В средното си течение коритото на реката е неравно в продължение на почти 1000 km. Близо до устието на Ольокма се намира 50-километров широк участък с няколко речни ръкава. По-нататък по течението се намират единични острови, чиито подводни части образуват плитчини. Надолу по течението при пълноводие също се образуват плитчини, които при понижаване на нивото на водата се отмиват. На отделни места се срещат и бързеи. Коритото на Лена в голяма част от средното ѝ течение е съставено от чакъл и камъни, а в останалата част – песъчливо. В района на посьолок Нижний Бестях реката става по-широка, а коритото има два основни ръкава. Най-сложното разклонение се намира при Якутск. Тук през 1920-те години основният ръкав на реката е левият. През 1940-те и 1950-те години голяма част от оттока на реката вече преминава през десния. Десният бряг се размива с интензивност от 15 – 30 m на година, което предизвиква постоянно изменение на положението на поточния път и преразпределение на оттока по ръкави.

#### Долно течение
След устието на река Алдан при 1311 km започва долното течение на Лена. В този участък, в началото реката тече на северозапад през Централноякутската равнина, а след това на север. Долината и става много широка (до 20 – 25 km), а заливната ѝ тераса – от 7 до 15 km, която е осеяна с множество езера и блата. Руслото на реката се разделя на ръкави, с дълги и тесни острови между тях, а дълбочината достига до 16 – 20 m. В долното си течение, в участъка около Жиганск островите разположени по средата на реката образуват успоредни ръкавни разклонения. Тук са характерни плитчините и малките дълбочини с ежегодни сезонни изменения. След Жиганск преобладават едностранни разклонения на реката. В най-долното течение Лена преминава между Хараулахския хребет на изток и възвишението Чекановски (рус. кряж Чекановского) на запад и тук долината ѝ се стеснява до 2 km. След това започва обширната делта на Лена.
При вливането си в море Лаптеви Лена образува обширна делта с площ около 30 хил. km2, разчленена на многочислени ръкави (около 150). Най-големите ръкави са Трофимовски (по него преминава около 70% от речната вода), Биковски, Оленьокски и други. Най-важният за корабоплаването е Биковският ръкав (дължина 106 km), който съединява Лена със залива Тикси, на брега на който е разположено морското пристанище Тикси.

### Водосборен басейн, притоци

#### Водосборен басейн
Водосборният басейн на река Лена обхваща площ от 2490 хил. km2 и е третият по големина водосборен басейн в Русия след тези на Об и Енисей. Водосборният басейн обхваща източните и югоизточните части на Средносибирското плато, източната част на Лено-Ангарското плато, северните части на Прибайкалските и Забайкалските планини, в т.ч. Патомската планинска земя, цялата територия на Алданската планинска земя, северните склонове на Становия хребет, цялата площ на Приленското плато и Централноякутската равнина, западните склонове на Верхоянския хребет и хребета Джугджур, югозападните на хребета Сунтар-Хаята и цялата територия на хребета Сете-Дабан. По-голямата част от водосборния басейн на реката е зает от планински и полупланински райони. Южните части се простират в района на гъстите иглолистни гори (сибирската тайга), а северните попадат в зоната на лесотундрата и тундрата.
Във водосборния басейн на реката попадат части от териториите на: Амурска област (крайната северозападна част), Република Бурятия (източната и североизточна част), Забайкалски край (северната част), Иркутска област (източната част), Красноярски край (в т.ч. Евенкски автономен окръг), Хабаровски край (северозападната част) и около 60% от територията на Република Якутия (Саха).
Границите на водосборния басейн на реката са следните:
- на североизток – водосборните басейни на реките Омолой и Яна, вливаща се в море Лаптеви и Индигирка, вливаща се в Източносибирско море;
- на изток – водосборните басейни на реките Охота, Урак, Уля, Уда и други, вливаща се в Охотско море;;
- на юг – водосборния басейн на река Амур, вливаща се в Охотско море;
- на югозапад и запад – водосборния басейн на река Енисей, вливаща се в Карско море;
- на северозапад – водосборните басейни на реките Хатанга и Оленьок, вливащи се в море Лаптеви.

#### Притоци
В Лена се вливат над 2000 притока с дължина над 15 km, като 48 от тях са с дължина над 200 km, в т.ч. 35 с дължина от 201 до 500 km, 9 с дължина от 501 до 1000 km и 4 с дължина над 1001 km. По-долу са изброени всичките тези 48 реки, като са показани на кой километър по течението на Лена се вливат, дали са леви (→) или десни (←), тяхната дължина, площ на водосборния им басейн, за по-големите и средния годишен отток и мястото, където се вливат.
- 3980 → Манзурка 214 / 5280, при село Босого, Иркутска област
- 3812 ← Тутура 222 / 7300, при село Тутура, Иркутска област
- 3773 → Илга 289 / 10 400, при село Уст Илга, Иркутска област
- 3466 → Кута 408 / 12 500, при град Уст Кут, Иркутска област
- 3384 ← Таюра 216 / 5720, при село Таюра, Иркутска област
- 3305 → Голяма Тира 219 / 5160, при село Тира, Иркутска област
- 3155 ← Киренга 746 / 46 600, 660 m3, при град Киренск, Иркутска област
- 3034 ← Чечуй 231 / 6290, при село Пущина, Иркутска област
- 3017 ← Чая 353 / 11 400, на 9 km югозападно от село Мироново, Иркутска област
- 2740 ← Чуя 512 / 18 400, 162 m3, при село Чуя, Иркутска област
- 2714 ← Витим 1978 / 225 000, 2200 m3, при село Витим, Република Якутия (Саха)
- 2690 → Пеледуй 398 / 14 300, при посольок Пеледуй, Република Якутия (Саха)
- 2420 → Нюя 798 / 38 100, при село Нюя, Република Якутия (Саха)
- 2395 → Джерба (Дербе) 299 / 8780, на 12 km източно от село Турукта, Република Якутия (Саха)
- 2334 ← Голям Патом 460 / 22 900, 349 m3, на 15 km югоизточно от село Чапаево, Република Якутия (Саха)
- 2178 → Черендей 226 / 2910, при село Черендей, Република Якутия (Саха)
- 2160 → Бирюк 267 / 9710, при село Нерюктяйинск, Република Якутия (Саха)
- 2089 ← Ольокма 1436 / 210 000, 1950 m3, при град Ольокминск, Република Якутия (Саха)
- 2044 → Намана 444 / 16 900, при село Балаганах, Република Якутия (Саха)
- 1928 → Марха 346 / 8910, при село Марха, Република Якутия (Саха)
- 1914 → Мархачан 248 / 4350, на 14 km източно от село Марха, Република Якутия (Саха)
- 1875 ← Туолба 395 / 15 800, на 10 km източно от село Санияхтах, Република Якутия (Саха)
- 1716 → Синя 597 / 30 900, при село Синск, Република Якутия (Саха)
- 1609 ← Буотама 418 / 12 600, при село Булгуняхтах, Република Якутия (Саха)
- 1528 ← Тама (Кене-Дабан) 216 / 4430, при село Хаптагай, Република Якутия (Саха)
- 1488 ← Суола (Бикене) 224 / 5350, при село Тектюр, Република Якутия (Саха)
- 1311 ← Алдан 2273 / 729 000, 5060 m3, при село Батамай, Република Якутия (Саха)
- 1275 → Кенкеме 589 / 10 000, Република Якутия (Саха)
- 1260 → Ханчали 241 / 2920, Република Якутия (Саха)
- 1157 → Сите 431 / 8740, Република Якутия (Саха)
- 1132 → Лунгха 533 / 10 300, Република Якутия (Саха)
- 1102 → Вилюй 2650 / 454 000, 1480 m3, Република Якутия (Саха)
- 1086 → Тимпиликан 357 / 5130, Република Якутия (Саха)
- 1057 ← Ляписке 299 / 10 300, Република Якутия (Саха)
- 990 ← Дянишка (Кобича) 295 / 13 300, Република Якутия (Саха)
- 985 → Линде 804 / 20 000, Република Якутия (Саха)
- 921 ← Кюндюдей 240 / 3910, Република Якутия (Саха)
- 835 → Баханай 250 / 2930, Република Якутия (Саха)
- 820 ← Ундюлюнг 414 / 12 800, Република Якутия (Саха)
- 700 ← Соболох-Маян (Собопол) 411 / 13 300, на 8 km южно от село Кистатиам, Република Якутия (Саха)
- 696 → Хоруонгка 377 / 8330, на 12 km югозападно от село Кистатиам, Република Якутия (Саха)
- 620 → Кюлянгке 211 / 4090, Република Якутия (Саха)
- 606 → Муна 715 / 30 100, Република Якутия (Саха)
- 606 → Моторчуна 423 / 9250, Република Якутия (Саха)
- 603 ← Менкере 227 / 15 900, Република Якутия (Саха)
- 513 ← Джарджан 352 / 11 400, при село Джардан, Република Якутия (Саха)
- 413 → Молодо 556 / 26 900, Република Якутия (Саха)
- 383 ← Уел Сиктях 247 / 6630, при село Сиктях, Република Якутия (Саха)

### Хидрология
Средният годишен отток на водата в устието на Лена (станция Кюсюр) е 16 800 m3/s, а общият годишен обем на водата възлиза на 530 225 km3. При пълноводие на реката оттокът превишава 130 000 m3/s, а най-високият отчетен отток е 220 000 m3/s.
Над половината от водния дебит на Лена идва от притоците ѝ Витим, Ольокма и Алдан. Вследствие те определят водния режим на Лена. Самият воден режим на Лена се характеризира от пролетно-лятно пълноводие, обусловено от топенето на снеговете. Континенталният климат е причина за непродължителното и бурно пълноводие. Водите на Лена по произход са: 20 – 50% дъждовни, 5 – 70% снежни и 5 – 45% подземни. Към края на лятото и началото на есента настъпва спад в нивото на реката.
През топлата част на годината преминава 75 – 95% от водния отток. В горното си течение реката има 2 – 3 пика на пълноводие, което се дължи на валежи по време на снеготопене или несъвпадане на пълноводията на реката и притоците ѝ. В долното течение пълноводието приижда като една ясно изразена вълна.
Ледовете, блокиращи речното течение, са причина за покачване на нивото на водата с 1 – 2 m в горното течение и до 5 – 10 в средното и долното течение. Понякога задръстващите ледове са причина за наводнения в районите на Ленск, Ольокминск и Якутск. Най-голямото покачване на нивото на Лена е измерено при Кюсюр – 28 m.
Замръзването на реката в долното и средното течение започва от 1 – 10 октомври, а в горното течение – от 16 – 20 октомври. Към средата на ноември се образува твърдо ледено покритие по цялата река. Ледената покривка продължава 175 – 220 дни. Дебелината на леда варира по дължината на реката от 67 до 204 cm. През май – юни ледовете се разтапят и се носят по течението в продължение на 8 – 10 дни.
Средната мътност на реката в долното течение е 43 g/m3. При делтата на Лена средногодишното количество наноси е около 650 kg/s или 20,5 млн. т. годишно.
По химически състав водата на Лена се отнася към въглеводородния клас, със средна минерализация от 200 mg/l. В средното и долното течение реката съдържа 60 – 80 mg/l йони, а зимата съдържанието се покачва на 500 – 700 mg/l.
Среден месечен отток на реката (в m3/s) за периода 1976 – 1994 г.

## Населени места
Бреговете на Лена са слабо населени, като разстоянията между съседни селища могат да достигнат стотици километри. Изключение е град Якутск, където плътността на населението е относително висока. По течението на реката са разположени 6 града, 9 селища от градски тип (посьолки) и 2 села районни центрове:
- Иркутска област – градове: Уст Кут и Киренск; селища от градски тип (посьолки): Качуг (районен център), Жигалово (районен център) и Алексеевск;
- Република Якутия (Саха) – градове Ленск, Ольокминск, Покровск и Якутск; селища от градски тип (посьолки) Витим, Пеледуй, Мохсоголох, Нижни Бестях, Жатай и Сангар (районен център); села районни центрове Намци и Жиганск.

## История
Реката е открита от отряд на руския търговец на ценни животински кожи и първопроходец Демид Сафонович Пенда (Пянда) през 1623 г., когато достига до реката от запад в района на днешния град Киренск и се спуска по нея до района на днешния град Якутск. През 1628 г. друг руски първопроходец Василий Бугор със своя отряд достига Лена при устието на река Кута и основава първите селища по течението на реката – Уст Кут (1631 г.) и Киренск. През 1631 г. поручикът Пьотър Бекетов тръгва от Уст Кут нагоре по течение на реката, основава Тутурската крепост и открива изворите на реката. На следващата година се спуска надолу по течението до устието на Алдан и основава град Якутск (1632 г.). На следващата година неговия подчинен Иван Падерин извършва първото плаване надолу по Лена до устието ѝ, като по този начин за 9 години, от 1623 до 1632 г. е открито и проследено цялото течение на великата река. През 1641 г. е основан Верхоленск, а през 1733 г. от Якутск тръгва Втората велика северна експедиция на север по течение на Лена. Към края на XVIII век е организиран пощенски път от Иркутск надолу по Лена. През 1882 г. Руското географско общество основава в делтата на реката полярната станция Сагастир. През 1894 г. по Лена тръгват пощенски и пасажерски параходи. В периода 1911 – 1919 г. е издадена първата лоцманска карта на реката. През 1920 – 1921 г. Фьодор Матисен и Николай Евгенов изследват долното течение на реката. От 1938 г. се издават редовно лоцмански карти на речното корито. От 1969 г. се провеждат хидрологически изследвания на Лена от географския факултет на МДУ.

## Стопанско значение
Река Лена е основният източник на риба в Якутия – тук риболовът предоставя 46,6% от общия улов на риба в региона. Главният улов е представен от есетрови, чига и омул. На брега на реката се добиват въглища (Кангаласи, Сангар) и се произвеждат строителни материали (Мохсоголох). Лена и реките в нейния водосборен басейн притежават огромни запаси от хидроенергия. На река Вилюй е изградена Вилюйската ВЕЦ, а на река Мамакан (приток на Витим) – Мамаканската ВЕЦ. Басейнът на реката е богат на полезни изкопаеми: злато (в басейните на Витим и Алдан), диаманти (басейнът на Вилюй), въглища (Ленски и Южноякутски въглищни басейни), природен газ, желязна руда, слюда, каменна сол и др.
Реката е важен воден път, свързващ Байкало-Амурската магистрала с рудодобивните и селскостопанските райони на Якутия, в това число басейните на реките Оленьок, Яна, Индигирка, Колима, а също така и Северния морски път. При пълноводие Лена е плавателна от устието до посьолок Качуг в Иркутска област, а при маловодие до град Уст Кут, Иркутска област за кораби с плитко газене. Навигацията продължава около 160 дни в горното течение и около 120 дни в долното. Основните пристанища на реката са: Уст Кут, Киренск, Ленск, Ольокминск, Покровск, Якутск, Сангар и Тикси. Между пристанищата Осетрово и Киренск и на плитчините между Покровск и Жиганаск се водят редовни работи по уголемяването на дълбочината на речното корито. В Жигалово, Пеледуй и Жатай има корабостроителни и кораборемонтни заводи. Големи пристанища на притоците на Лена са: Бодайбо (Витим), Хандига и Джебарики-Хая (Алдан).

## Мостове
- През 2009 г. на автомобилния път Иркутск – Жигалово в района на село Пономарьов (Иркутска област) е завършен строежът на мост над Лена.
- В района на Жигалово има понтонен автомобилен мост.
- При Уст Кут има железопътен мост, действащ от 1975 г. на Байкало-Амурската магистрала, а от 1989 г. има и автомобилен мост.

## Други
Според някои изследвания, съветският революционер и държавен глава В. И. Улянов приема псевдонима „Ленин“ от името на река Лена.